# Women Strike for Peace
Pour les articles homonymes, voir Grève des femmes.
Women Strike for Peace (WSP, « Grève des femmes pour la paix »), également connu sous le nom de Women for Peace, est un groupe de militantes pour la paix aux États-Unis. En 1961, au plus fort de la guerre froide, environ 50 000 femmes défilent dans 60 villes des États-Unis afin de manifester contre les essais d'armes nucléaires. Il s'agit de la plus grande manifestation nationale pour la paix des femmes au cours du XXe siècle.
Entre le féminisme de la première vague et le féminisme de la deuxième vague, les actions et plaidoyers de ces militantes se tournent davantage vers le sacrifice des femmes plutôt que dans la défense de leurs propres intérêts. Cependant, elles ont permis de transformer l'image des femmes traditionnellement passives dans les luttes politiques et sociétales en réelles combattantes actives pour la paix.

## Histoire

### Formation
Women Strike for Peace est fondé par Bella Abzug et Dagmar Wilson en 1961. Le groupe fait initialement partie du mouvement pour une interdiction des essais nucléaires et se mobilise également pour mettre fin à la guerre du Viêt Nam en exigeant dans un premier temps un règlement négocié, puis le retrait total des États-Unis de l'Asie du Sud-Est.
Elles multiplient pour leurs actions différentes formes de pression légale comprenant des pétitions, des manifestations, des lettres, la sollicitation des lobbies de masse et des procès. Elles militent auprès des membres du Congrès américain pour une demande de procuration de leurs électeurs. Le groupe participe à des formes d'action directe illégales et non-violentes qui incluent les sit-in dans les bureaux du Congrès et la publication de déclarations de fait de complicité visant à museler les tribunaux.

### Actions
Le 1er novembre 1961, au plus fort de la guerre froide, environ 50 000 femmes rassemblées par Women Strike for Peace défilent dans 60 villes des États-Unis pour manifester contre les armes nucléaires sous le slogan « End the Arms Race not the Human Race ». Cette mobilisation est considérée comme la plus importante manifestation nationale des femmes pour la paix au XXe siècle,,. Parmi les autres actions du mouvement, près de 1 500 femmes se rassemblent au pied du Washington Monument sous l'impulsion de Dagmar Wilson, alors que le président John F. Kennedy brigue la Maison Blanche. La manifestation contribue à la signature d'un traité d'interdiction des essais nucléaires entre les États-Unis et l'Union soviétique, deux ans plus tard.

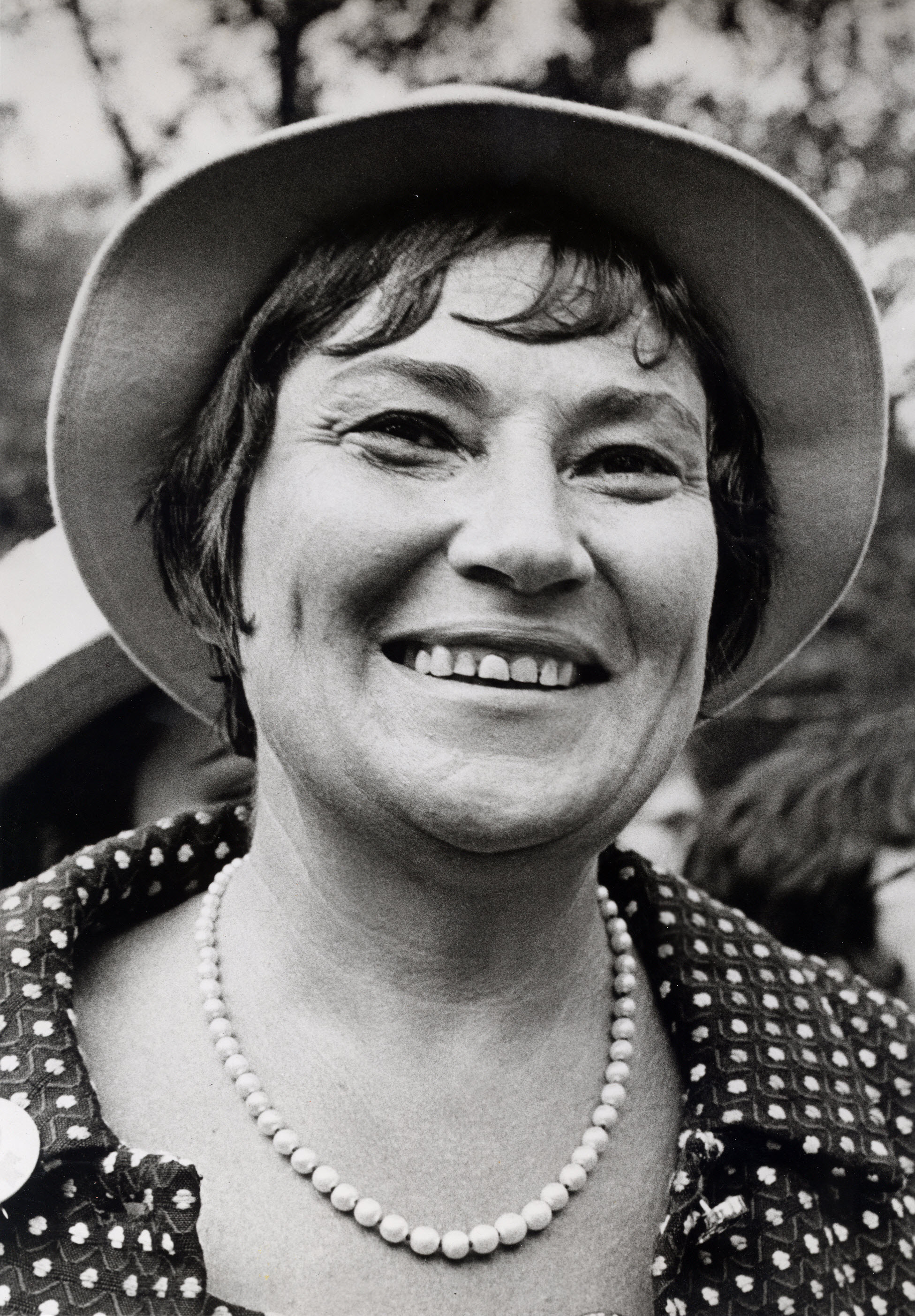
Bella Abzug, fondatrice du mouvement Women Strike for Peace, représentante des États-Unis pour le 20e district de New York, Library of Congress, années 1970.

En janvier 1962, le Berkeley Women for Peace réunit un millier de femmes lors de la session législative de Californie afin de s'opposer à la législation de la défense civile. L'association affiliée, la Seattle Women Act for Peace (SWAP) joue un rôle important dans les manifestations contre la base sous-marine Trident à Bangor,. Les militantes sont poussées à l'action par la reprise soviétique des essais nucléaires atmosphériques, après un moratoire de trois ans, et à la suite de la déclaration des États-Unis selon laquelle le pays serait prêt à mener ses propres tests en représailles. Les groupes se composent principalement de femmes blanches mariées avec des enfants et issues de la classe moyenne.
Les marches et manifestations de rue sont rares aux États-Unis à cette époque et préfigurent à bien des égards celles du mouvement contre la guerre du Vietnam et du féminisme de la deuxième vague. Les racines de l'organisation s'appuient fortement sur les images traditionnelles des femmes et de la maternité.
Parmi les arguments allant à l'encontre des essais nucléaires atmosphériques, les militantes dénoncent la présence du Strontium 90 provenant des retombées nucléaires, dans le lait maternel et le lait de vache commercialisé. En tant que mères de la classe moyenne, elles sont moins vulnérables face aux menaces de répression des autorités qui avaient tenu en échec une activité beaucoup plus radicale aux États-Unis depuis l'ère McCarthy. L'image projetée par la Women Strike for Peace de bourgeoises respectables et d'âge moyen portant des gants blancs et des chapeaux fleuris alors qu'elles s'insurgent contre les positions de la Maison Blanche et invitent le Kremlin à sauver leurs enfants et la planète, contribuent à légitimer une critique radicale de la guerre froide et le militarisme américain.
En 1962, les membres de l'avant-garde de Women Strike for Peace rencontrent Gertrud Baer, alors secrétaire de la Ligue internationale des femmes pour la paix et la liberté (WILPF) à la Conférence des dix-sept nations sur le désarmement. Le groupe s'allie avec quatre autres organisations de femmes pour la paix : la Ligue internationale des femmes pour la paix et la liberté, Women's Peace Society (WPS), fondée en 1919 par Fanny Garrison Villard, fille de l'abolitionniste William Lloyd Garrison, Women's Peace Society Peace Union (WPU), et le National Committee of the Causes and Cure of War (NCCCW),.

### House Un-American Activites Committee (HUAC)
Women Strike for Peace joue un rôle crucial dans la chute du House Un-American Activities Committee (HUAC). Depuis le début de leur mobilisation en 1961, le FBI a placé le groupe sous surveillance, craignant que le communisme ne se propage dans les rangs des mères d'Amérique. En novembre 1962, les dirigeantes du groupe sont assignées à comparaître devant le HUAC.
Dès la réception des citations à comparaître, le Women Strike for Peace diffuse l'information aux médias avant que le HUAC ne puisse publier un communiqué de presse, car le comité utilisait habituellement les médias pour discréditer les organisations assignées à comparaître. Lorsqu'elles sont interrogées, les militantes utilisent leur statut de mères pour défendre leur position morale, car les mères qui réclament la paix sont alors considérées comme les personnes Américaines les plus loyales.
Le groupe adopte une stratégie différente de leurs prédécesseurs lors des audiences en mobilisant comme témoins une grande quantité de ses membres. Il s'agit ainsi de démontrer que le groupe n'a rien à cacher et de d'avancer une totale transparence. Pour le théoricien politique Jean Bethke Elshtain, cette performance du WSP face à la HUAC est un succès en raison du « pouvoir déconstructeur d'une politique de l'humour, de l'ironie, de l'évasion et du ridicule ». L'utilisation de la maternité et de la famille en tant qu'outil pour remettre en cause les audiences du Congrès montre que le « consensus de la guerre froide à l'intérieur de la famille » est au bord de l’effondrement.

### L'après années 1960
À Los Angeles, en 1965 et 1970, le mouvement Women Strike for Peace, dirigé par Mary Clarke, publie un livre de cuisine. Ses ouvrages culinaires nommés Peace de Resistance, sont édités par Anderson, Ritchie & Simon Press. L'auteure Esther Lewin a vécu en France pendant un certain temps et s'est fortement imprégnée de la cuisine française. Elle inclut des recettes simples pour les jours de mobilisation du WSP et des recettes plus complexes les jours les plus détendus.
Women Strike for Peace reste une voix importante dans le mouvement pour la paix tout au long des années 1980 et 1990, s'exprimant contre l'intervention des États-Unis en Amérique latine et dans les États du Golfe Persique. Le 12 juin 1982, le groupe participe à la réunion de près d'un million de personnes réclamant la fin de la course aux armements. En 1988, elles soutiennent Carolyna Marks dans la création du mur de la paix de Berkeley, ainsi pour des installations similaires à Oakland, Moscou, Hiroshima et Israël (un mur de la paix juif et palestinien pour les enfants).
En 1991, elles protestent contre la guerre entre l'Irak et le Golfe Persique. Par la suite, le mouvement exhorte le gouvernement américain à lever les sanctions contre l'Irak. À la fin des années 1990, Women Strike for Peace se concentre principalement sur le désarmement nucléaire.

## Structure
La structure du Women Strike for Peace se caractérise par un format non-organisationnel, non-hiérarchique et faiblement structuré qui donne une autonomie presque totale à ses chapitres locaux et utilise des méthodes consensuelles. Certaines sections locales sont rapidement devenues des groupes très puissants. Ce type de structure avait été expérimenté par d'autres organisations pour la paix des femmes, comme la Women's International League for Peace and Freedom.

## Membres notables
- Bella Abzug, fondatrice de Women Strike for Peace, fondatrice du National Women's Political Caucus et représentante des États-Unis à New York.
- Dagmar Wilson, membre fondatrice de Women Strike for Peace et illustratrice de livres pour enfants.
- Alice Herz, membre fondatrice de la section de Détroit du Women Strike for Peace. En mars 1965, elle est la première militante à s'être immolée par le feu sur le sol américain pour protester contre la guerre du Vietnam[13].